# Ельбек Рзакулієв
Ельбек Мірза-Гасан огли Рзакуліев (азерб. Elbəy Mirzə Həsən oğlu Rzaquliyev; *17 червня 1926, Баку, Азербайджанська РСР — †15 вересня 2007, Баку, Азербайджанська Республіка) — азербайджанський художник-постановник. Батько художниці Айтен Рзакулієвої.

## Звання
У 1964 році Ельбеку Рзакуліеву було присвоєно звання заслуженого діяча мистецтв, в 1977 році отримав звання народного художника Азербайджану, був секретарем Спілки художників Азербайджану. У 1998 році за великі заслуги в образотворчому мистецтві був нагороджений орденом «Слава».

## Образование
- Художнє училище імені Азіма Азімзаде, Баку.
- Всеросійський державний інститут кінематографії, Москва.

## Фільмографія
- 1991 Казельхан
- 1987 Заводила
- 1987 Чортик під лобовим склом
- 1982 Тут тебе не зустріне рай
- 1979 Перервана серенада
- 1977 Удар в спину
- 1974 У Баку дмуть вітри
- 1974 Небезпечною морської дорогою (короткометражний)
- 1973 Повернення скрипки
- 1973 Виходити в море небезпечно (короткометражний)
- 1971 День пройшов
- 1970 Севіль
- 1968 Остання ніч дитинства
- 1966 Аршин мал алан
- 1963 Є і такий острів
- 1962 Телефоністка
- 1957 Двоє з одного кварталу
- 1955 Зустріч
- 1955 Улюблена пісня